# Quận Bartow, Georgia
Quận Bartow là một quận trong tiểu bang Georgia, Hoa Kỳ. Quận lỵ đóng ở thành phố Cartersville. Theo điều tra dân số năm 2010 của Cục điều tra dân số Hoa Kỳ, quận có dân số 100.157 người.